# Rhinolophus virgo
Rhinolophus virgo — вид рукокрилих родини Підковикові (Rhinolophidae).

## Поширення
Ендемік Філіппін. Це житель тропічного лісу.

## Морфологія
Тісно пов'язаний з Rhinolophus celebensis. Один екземпляр мав наступні розміри: загальна довжина 73 мм, довжина хвоста 23 мм, задні ступні довжиною 8 мм, вуха довжиною 19 мм, 38 мм передпліччя і вага 6 гр.

## Поведінка
Його житла неодноразово знаходили на висоті від 250 до 1100 м над рівнем моря в печерах і один раз в дуплі дерева.

## Загрози та охорона
Схоже, серйозних загроз нема. Живе в багатьох охоронних територіях.